# Alessio (Albania)
Alessio (AFI: /aˈlɛssjo/; in albanese Lezhë, [ˈlɛʒə], o Lezha) è un comune albanese situato nel nord-ovest dell'Albania, ed anche capoluogo dell'omonima prefettura e sede vescovile cattolica.
È una delle città più antiche e continuamente abitate dell'Albania, con circa 2.400 anni di storia documentata.
Fu uno dei principali baluardi dei Labeatei, e le prime mura di fortificazione di Alessio risalgono alla tarda età del IV secolo a.C. e sono di tipica costruzione illirica. Alessio fu uno dei centri principali del regno illirico. Durante i conflitti con la Macedonia, la città fu conquistata da Filippo V diventando lo sbocco macedone sul Mare Adriatico. La città fu poi riconquistata dagli Illiri. Fu soggetta a Roma dopo le guerre romano-illiriche e la caduta del regno di Genzio. Alessio fu anche sede della Lega di Alessio, in cui Skanderbeg unì i principi albanesi nella lotta contro l'Impero ottomano.
In seguito alla riforma amministrativa del 2015, sono stati accorpati ad Alessio i comuni di Balldren i Ri, Blinisht, Dajç, Kallmet, Kolsh, San Giovanni di Medua, Shënkoll, Ungrej e Zejmen.

## Etimologia
Cittadina illirica, quando divenne colonia della antica Grecia fu soprannominata con il nome di Lissos (Λισσός). Dopo la conquista romana il suo nome fu latinizzato in Lissus. In albanese divenne Lezha-Lezhë, in ghego le forme Lesha e Lesh (lana) sono comuni. Il nome italiano di Alessio fu dato alla città dai veneziani. I turchi-ottomani la chiamarono in turco Leş.

## Geografia fisica

### Territorio
La città è situata nella parte più stretta della pianura costiera albanese a soli 3 km dalla costa adriatica, circa 50 km a nord della capitale Tirana e sulle rive di un piccolo fiume secondario del Drin. A sud di Alessio, sul delta del Drin, si trova la riserva naturale di Kunë-Vain-Tale, che comprende la laguna di Kunë-Vain, una zona umida di oltre dieci chilometri lungo la costa adriatica.

### Clima
Grazie alla sua posizione geografica con un ampio tocco con il mare e il rilievo generalmente basso, Alessio ha prevalente clima temperato di tipo mediterraneo. Il distretto di Alessio è caratterizzato da estati calde e secche, inverni miti e umidi nella parte inferiore e nella città, mentre gli inverni umidi e freddi nella zona montuosa. La temperatura media annuale per il distretto è 15 °C, la temperatura media di gennaio è 7 °C, mentre la media di luglio è 24-25 °C. La temperatura massima registrata ad Alessio è di 39 °C (il 18 luglio 1973) e la temperatura minima ha raggiunto il record di 10 °C (il 24 gennaio 1963). La piovosità media è di 1700 mm all'anno.

## Storia

### Storia antica

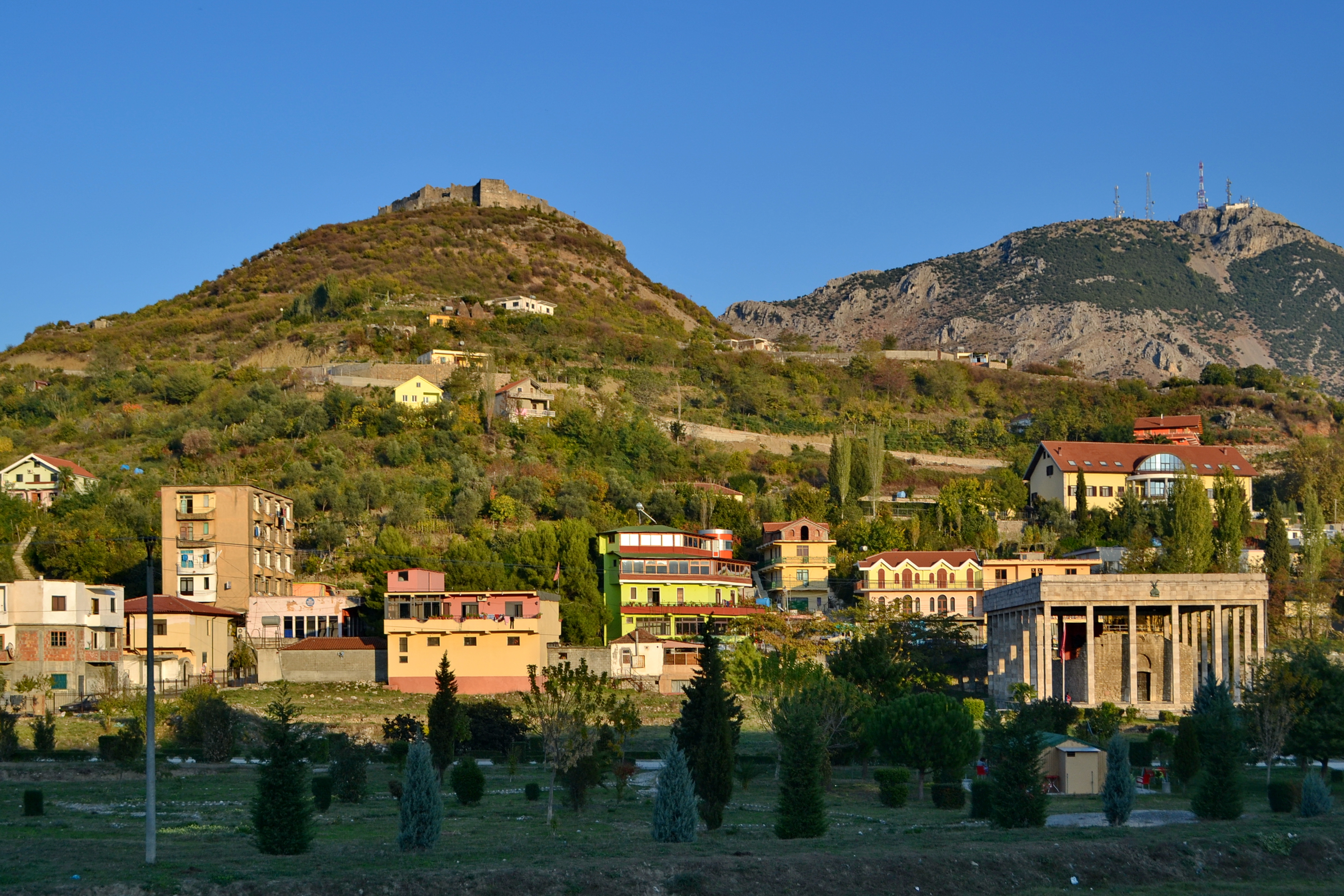
La fortificazione dell’età del ferro fu costruita sul monte Mal i Shëlbuemit (413 m, a destra), chiamato successivamente Acrolisso; la vera città di Lissus fu edificata su una collina adiacente (172 m, a sinistra).

Dal primo periodo miceneo (1600-1450 a.C.) è confermato un modello di libero scambio con i centri della Grecia micenea, testimoniato da diverse spade di tipo C e D rinvenute ad Alessio. Le prime costruzioni umane nel sito hanno un carattere illirico e risalgono alla tarda età del bronzo e alla prima età del ferro. L’insediamento, con le sue fortificazioni, fu costruito sul monte Mal i Shëlbuemit, alto 413 metri, almeno dall’VIII secolo a.C., e si trovava nei pressi della foce del fiume Drin.

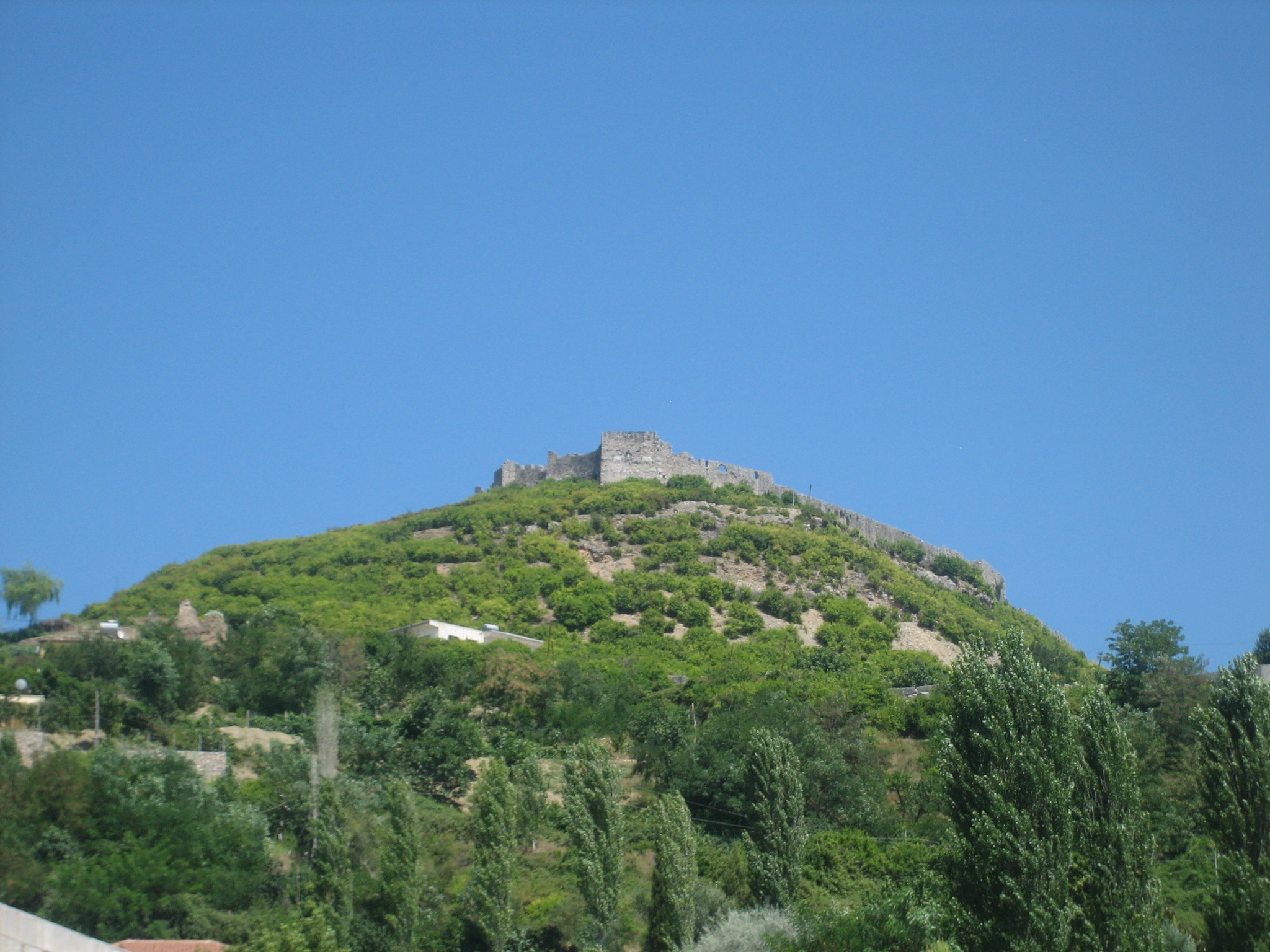
Castello di Alessio sulla collina alta 172 m.

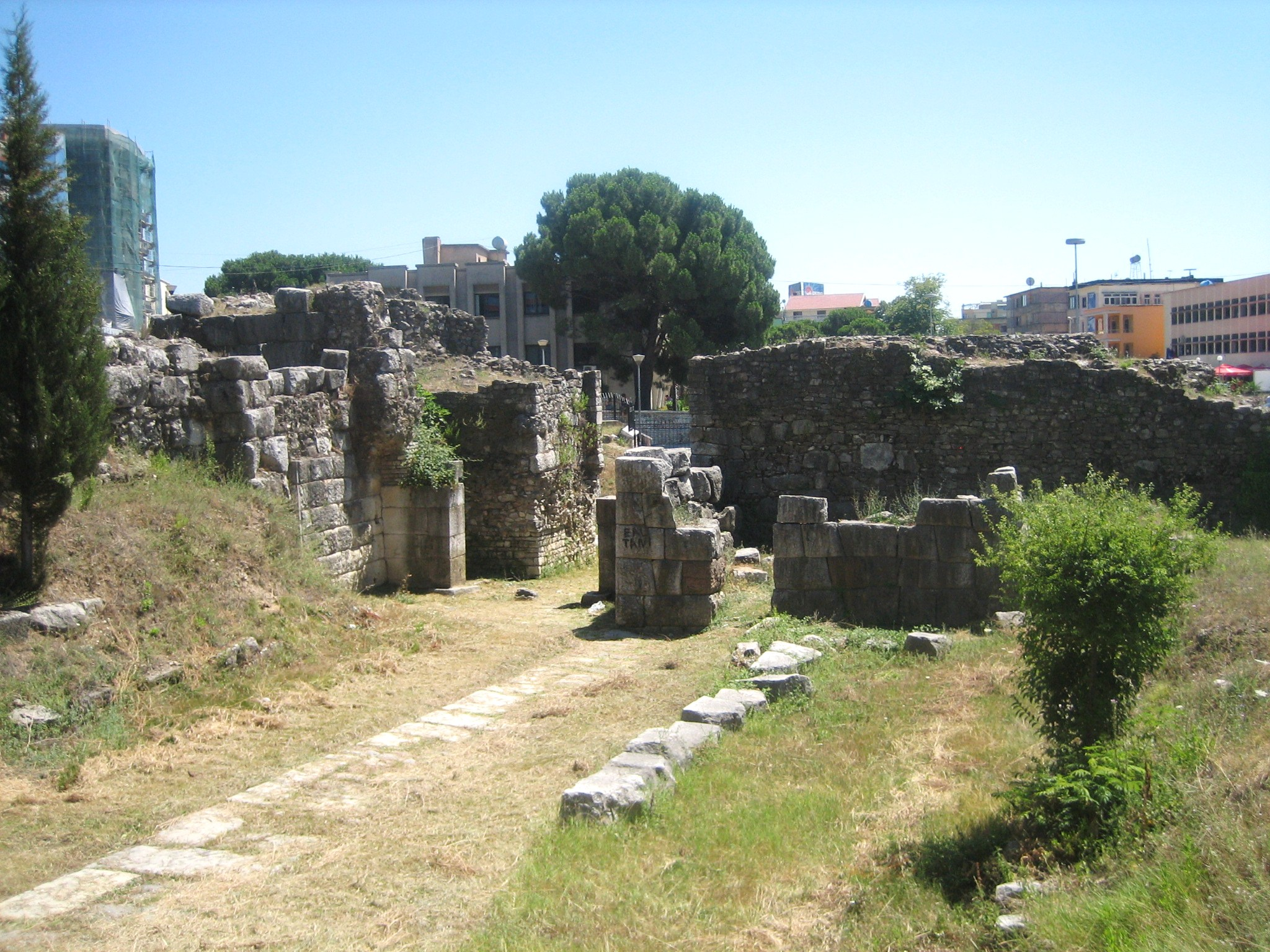
Rovine delle mura fortificate ellenistiche costruite durante il periodo urbano illirico.

In antico l’area era descritta come il territorio della tribù degli Illiri (i "Illiri propri"; Ἰλλυριοί, Illyrioi; Illyrii o Illyrii propriae dicti).
Diodoro Siculo nella Bibliotheca historica menziona che Dionisio I di Siracusa fondò una "città chiamata Lissos" nell'anno 385 a.C., come parte di una strategia per garantire le rotte commerciali siracusane lungo l'Adriatico. Diodoro la definisce una vera e propria polis.
È stato tuttavia suggerito che la colonia siracusana menzionata da Diodoro sia stata in realtà fondata presso Lissa, vicino all’isola di Pharos, e non a Lissos (odierna Alessio), troppo distante per gli eventi descritti dallo storico antico. Issa è infatti conosciuta da altre fonti come una fondazione siracusana.
Tranne il racconto di Diodoro, non esistono altri elementi che colleghino Lissos a Siracusa, e secondo Pierre Cabanes anche accettando come attendibile la testimonianza di Diodoro, è molto probabile che questa colonia sia durata poco.
Le più antiche mura di fortificazione dell’insediamento proto-urbano presentano una tipica costruzione illirica e sono datate alla fine del IV secolo a.C. La transizione dalla fortificazione dell’età del ferro di Acrolisso (sul monte Shëlbuem alto 413 m) alla vera città illirica di Lissus avvenne in modo continuo. La città fu costruita su una collina più bassa (172 m) vicino alla fortificazione dell’età del ferro. Era circondata da mura che si affacciavano sulla bassa valle del fiume Drin e sulla costa marina. La sua funzione era quella di controllare la via verso l’interno, garantire la difesa contro possibili attacchi dal mare e fornire un ancoraggio sicuro per le navi illiriche.
Nel III secolo a.C., Lissus era una delle principali città del Regno illirico sotto le dinastie Ardiei e Labeati. Nel trattato di pace del 228 a.C. con Roma, la regina illirica Teuta promise di non navigare a sud di Lissus, alla foce del fiume Drin, con più di due lembi (navi leggere illiriche), che dovevano inoltre essere disarmate. Tuttavia, quando Roma era impegnata in una guerra contro i popoli Celti della Pianura Padana nel nord dell'Italia tra il 225 e il 222 a.C., il comandante illirico Demetrio distaccò la tribù degli Atintani dall'alleanza con Roma. Inoltre, navigò a sud di Lisso e si dedicò alla pirateria in violazione del trattato di pace del 228 a.C. Nell’estate del 221 a.C., le tensioni in Grecia aumentarono quando la Macedonia si alleò con la Lega achea contro la Lega Etolica, e gli Illiri attaccarono nel loro modo tipico. Demetrio e Scerdilaidas navigarono con 90 lembi a sud di Lissus. Dopo un fallito assalto a Pilo (Peloponneso occidentale), separarono le flotte: Scerdilaidas tornò a nord con 40 navi, mentre Demetrio saccheggiò le Cicladi con 50 navi.
In epoca romana Lissus si trovava in un territorio abitato dai Labeati, tuttavia le fonti antiche non lo collegano mai direttamente a questa tribù. Tenendo conto delle considerazioni archeologiche e storiche, la città di Lissus dovrebbe essere stata fondata in un contesto labeate, ma forse, al tempo della caduta di Teuta alla fine del III secolo a.C., seguendo un modello greco, era organizzata come una polis, distaccandosi dal suo contesto etnico. La dissociazione dall’identità etnica alla polis coincise con la conquista di numerose città illiriche da parte di Filippo V di Macedonia. Nel 211 a.C. Filippo V catturò Acrolisso, la acropoli di Lissus, che si arrese a lui, diventando così lo sbocco macedone verso il Mare Adriatico. La città fu successivamente riconquistata dagli Illiri. Fu proprio a Lissus che Perseo di Macedonia negoziò un’alleanza contro Roma con il re illirico Genzio, e da Lissus Gentius organizzò il suo esercito contro i Romani. La città mantenne un ampio grado di autonomia municipale sia sotto il dominio macedone che illirico, come testimoniano le monete coniate dalla stessa. Durante il regno di Genzio nella prima metà del II secolo a.C., Lisso coniò monete per il sovrano illirico. La città ebbe una certa importanza durante la guerra civile romana, venendo occupata da Marco Antonio e poi rimanendo fedele a Cesare. In epoca romana, la città faceva parte della provincia di Epirus Nova.

### Medioevo

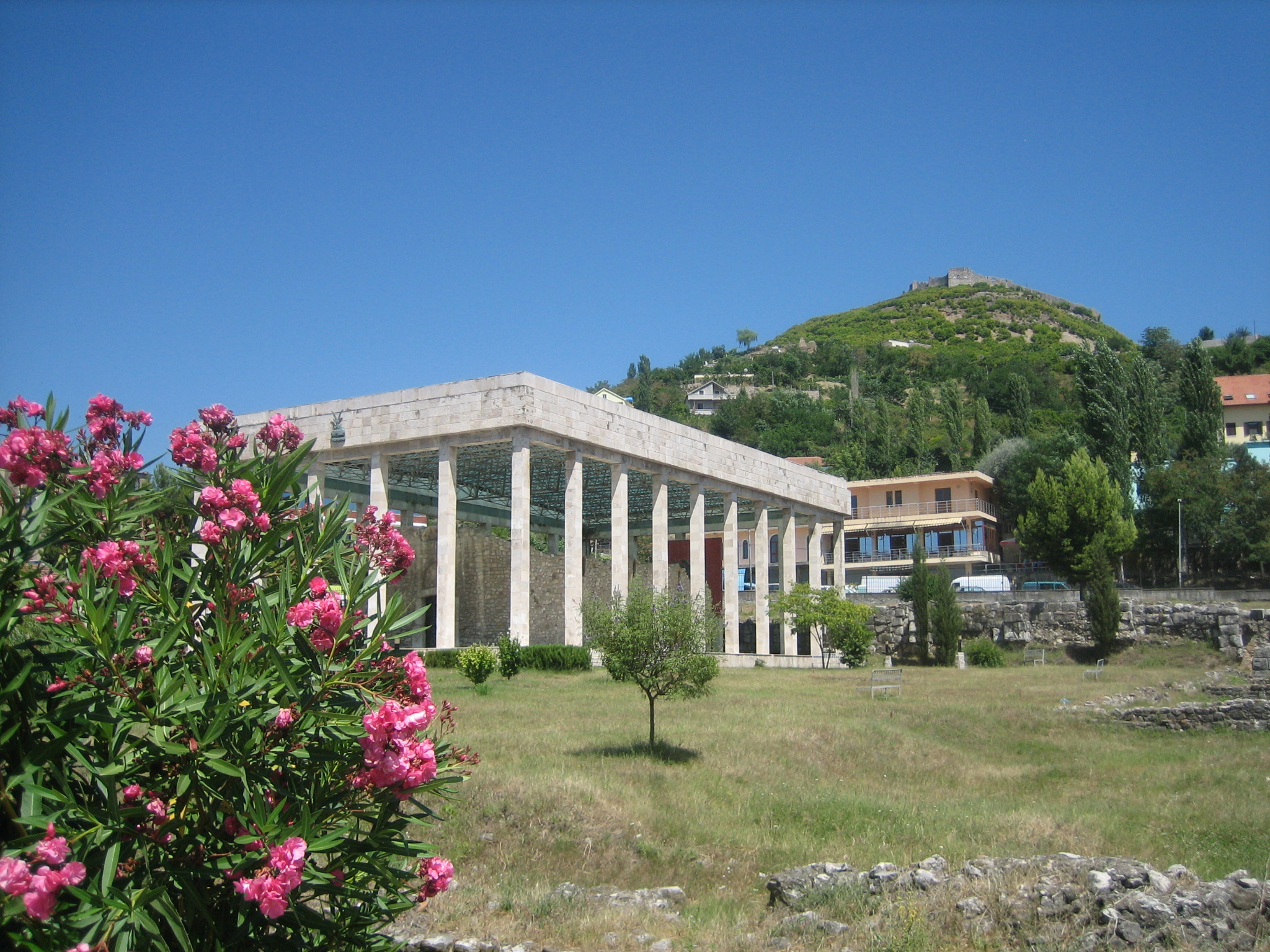
La tomba di Scanderbeg e il Castello di Alessio sulla collina. La struttura era l'antica Moschea Selimié.

Durante il regno di Giustiniano I (527–565), la fortezza locale fu forse menzionata come Alistion nel Synecdemus di Ierocle. Nei primi anni del 590, Lissus fu conquistata da popolazioni slave. Il controllo bizantino fu ristabilito agli inizi del IX secolo.
Il signore albanese Vladislav Jonima della famiglia Jonima fu riconosciuto dal papa nel 1319 come sovrano di un territorio attorno ad Alessio. Aveva il titolo di Conte di Doclea e dell'Albania marittima. Alla fine del XIV secolo, il signore albanese Dhimitër Jonima dominava un territorio compreso tra il fiume Mat e Alessio.
Nel Medioevo, Alessio cambiò frequentemente dominio fino ai Dukagjin i quali poi la cedettero nel 1386 ai Veneziani, i quali la inclusero nell'Albania Veneta. Era ancora sotto il loro controllo quando morì Scanderbeg, ma nel 1478 cadde nelle mani degli Ottomani durante l'assedio di Scutari, tranne per un breve periodo (1501–1506) in cui tornò sotto Venezia. Proprio perché sotto dominio veneziano, Alessio fu scelta nel 1444 da Giorgio Castriota Scanderbeg come luogo neutrale per la convocazione dei nobili e signori albanesi della regione con l’obiettivo di organizzare la difesa comune contro i Turchi.
Alessio fu quindi sede della Lega di Alessio, in cui Scanderbeg unì i principi albanesi nella lotta contro l'Impero ottomano.
Scanderbeg fu sepolto nella cattedrale di Alessio, dedicata a San Nicola, che fu successivamente trasformata nella Moschea Selimié.

### Età contemporanea
Durante il periodo ottomano, Alessio fu un importante centro amministrativo del sangiaccato di Scutari. Con la dichiarazione d’indipendenza dell’Albania nel 1912, la città entrò a far parte del nuovo stato albanese. Nel corso del XX secolo, Alessio subì l’influenza dei grandi mutamenti politici del paese: durante la monarchia di Zog I fu un capoluogo distrettuale, mentre sotto il regime comunista fu soggetta a intensi processi di collettivizzazione e industrializzazione forzata, con un conseguente impoverimento del patrimonio urbano e architettonico.
Dopo la caduta del regime comunista nel 1991, la città ha promosso lo sviluppo mediante agricoltura, turismo e piccole imprese. Scavi archeologici avviati dal 2004 sull’acropoli di Lissus e nel Memoriale di Scanderbeg hanno portato alla luce strutture ellenistiche, romane e bizantine, rilanciando Alessio quale meta culturale. Il turismo, insieme ai settori agricolo e peschereccio, oggi rappresenta una delle principali risorse economiche della città, favorita dalla vicinanza alla costa, alla laguna di Kune‑Vain e al porto di San Giovanni di Medua.

## Monumenti e luoghi d'interesse
Il principale monumento della città è la tomba di Skanderbeg, più volte saccheggiata è ospitata all'interno dei resti di una chiesa in rovina. La tomba è costituita da una semplice lastra in pietra con la copia di spada ed elmo (gli originali si trovano in un museo di Vienna). Nei pressi della chiesa vi sono resti di costruzioni di epoca romana.

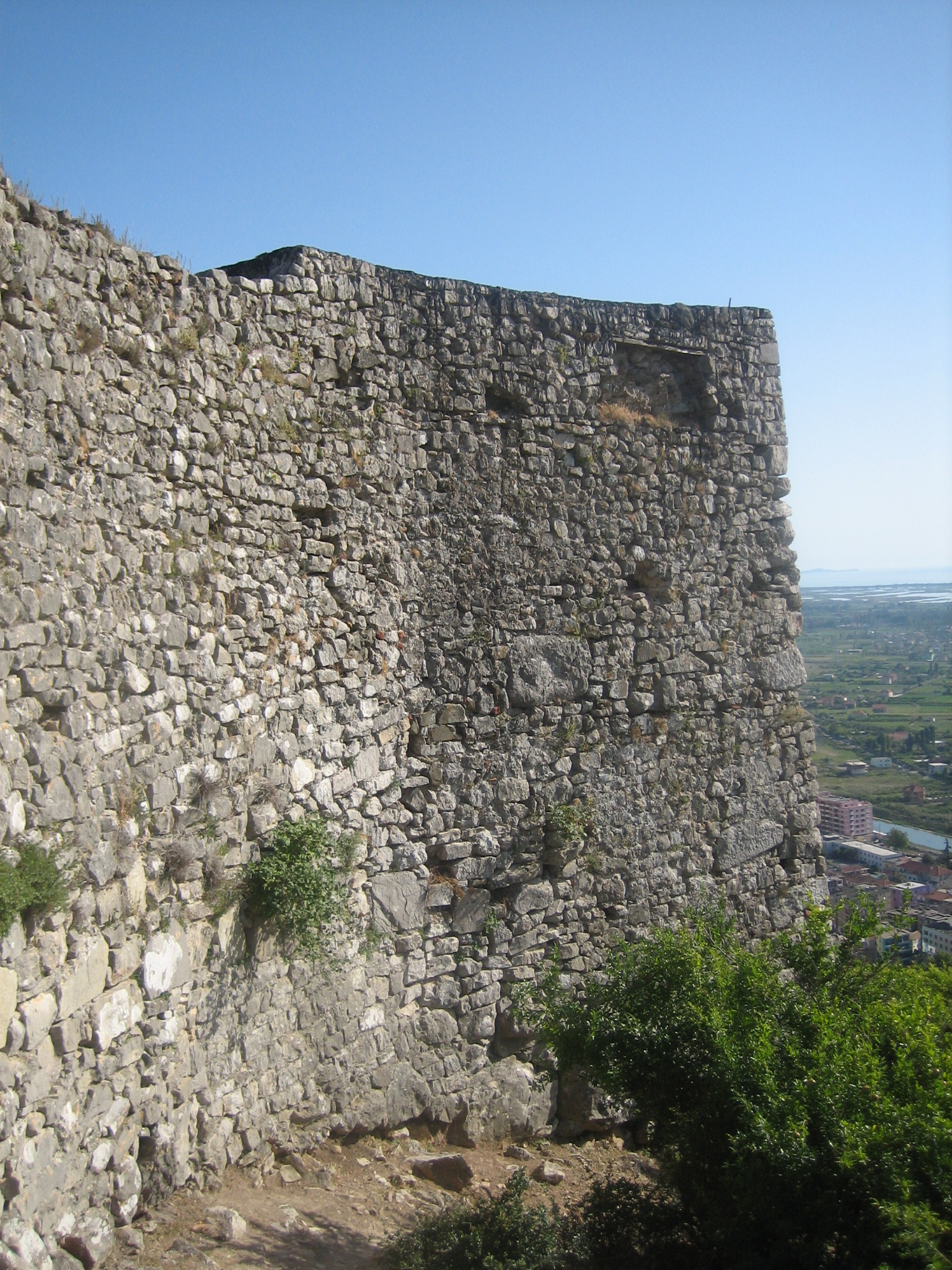
Castello di Alessio

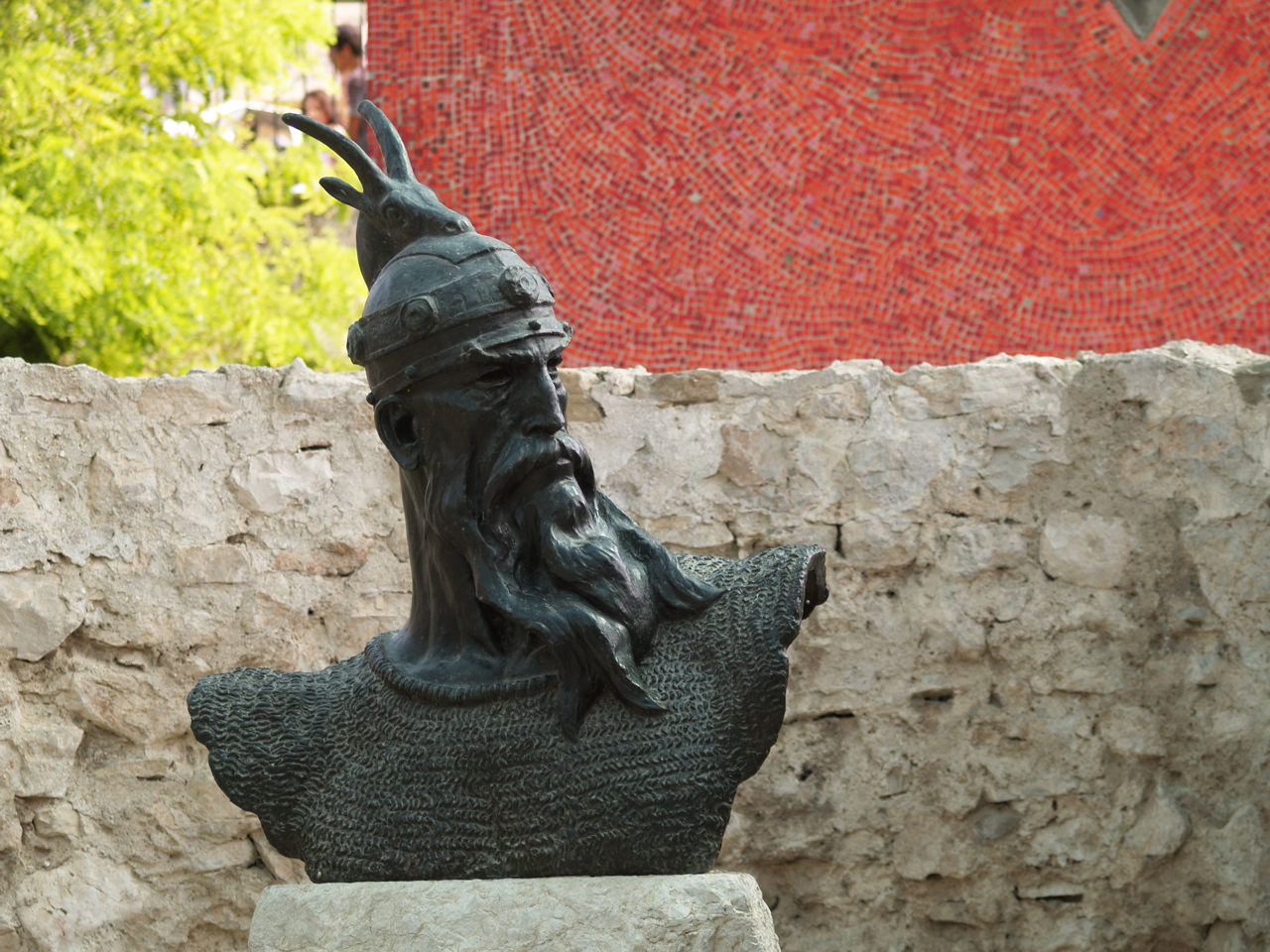
Tomba di Castriota

Sovrasta la città la fortezza dalla quale si ha un'ottima vista sulla città e sulla costa, dove si possono ammirare le rovine di epoca antica e ottomano. L'aspetto attuale della fortezza si deve alla ristrutturazione del 1515-1521, che è stata commissionata dal sultano Solimano il Magnifico. Durante degli scavi nel 1966 è stata scoperta una moschea. La ripida collina offre una vista panoramica della città, pianure, montagne e la costa adriatica. Nel 2004 è stata intrapresa una squadra albanese-austriaca di archeologi nei nuovi scavi al castello e nella bassa città. Nel 2006 è stato seguito un finanziato da una campagna di scavo dell'Istituto Archeologico Germanico.
La cattedrale di San Nicola, costruita nel 2007, è la principale chiesa cattolica della città. Il nuovo edificio sostituisce la precedente cattedrale di San Nicola, eretta nel XIV secolo.
Il sistema delle lagune e aree umide di Kune-Vain-Tale è una riserva naturale costituita da 1087 ettari di paludi, 187 ettari di bosco e 557 ettari di spiaggia sabbiosa. Vi sono state censite 135 specie di uccelli e 58 specie di pesci. Già in epoca comunista è stato allestito un hotel all'interno di una costruzione che in passato era una palazzina di caccia fatta costruire da Galeazzo Ciano.

## Economia
Nonostante le ridotte dimensioni, Alessio è sempre stata un importante mercato nella regione. Le fabbriche costruite in epoca comunista sono ormai inattive, così come il piccolo porto di San Giovanni di Medua (Shëngjin), situato 5 km a ovest della città, e divenuto più rilevante come località balneare che per l'attività portuale. A partire dal 2005, ad Alessio s'è grandemente sviluppato il turismo grazie alla bellezza della costa e alla stabilità politica albanese.

## Infrastrutture e trasporti

### Strade
La città di Alessio è attraversata dalla SH 1. Tutte le strade che portano da nord-ovest al centro dell'Albania passano da Alessio. Da alcuni anni ad Alessio la strada con Fushë-Kruja collega Tirana; tuttavia, giudicata poco sicura in termini di incidenti stradali. La strada (in lingua albanese: superstradë) che collega Scutari è stata completata nel 2005.

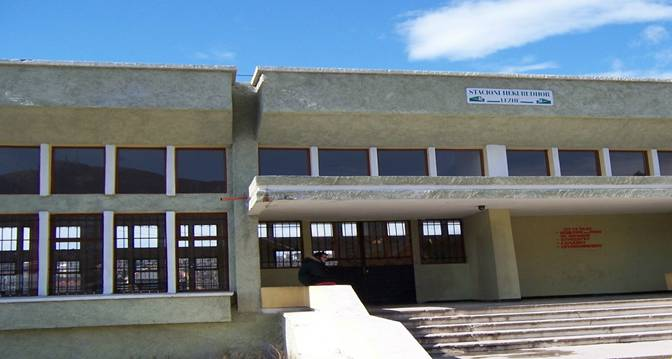
Stazione ferroviaria di Alessio.

### Ferrovie
Il comune è servito dalla stazione di Alessio, sulla ferrovia Scutari-Vorë.

### Aeroporti
A 12 km a nord di Alessio è situato l'aeroporto di Gjadër, utilizzato come base aerea militare durante la guerra fredda e le guerre jugoslave, danneggiato durante l'anarchia albanese del 1997 e successivamente utilizzato solo come deposito di aerei da combattimento dismessi.

## Sport
La squadra di calcio locale è il KS Besëlidhja Lezha, fondato nel 1930. Disputa le sue gare interne allo stadio Besëlidhja.

## Amministrazione

### Frazioni
| Posizione | Frazione              | Abitanti |
| --------- | --------------------- | -------- |
| 1         | Alessio               | 31.779   |
| 2         | Shënkoll              | 17.372   |
| 3         | San Giovanni di Medua | 12.966   |
| 4         | Balldre               | 10.997   |
| 5         | Zejmen                | 9.714    |
| 6         | Kallmet               | 7,379    |
| 7         | Dajc                  | 7.379    |
| 8         | Kolsh                 | 7.349    |
| 9         | Blinisht              | 5.776    |
| 10        | Ungrej                | 2.853    |
| Totale    |                       | 113.535  |

### Gemellaggi
- Campobasso
- Milano